# Sankt-Gertraud-Kirche (Magdeburg)

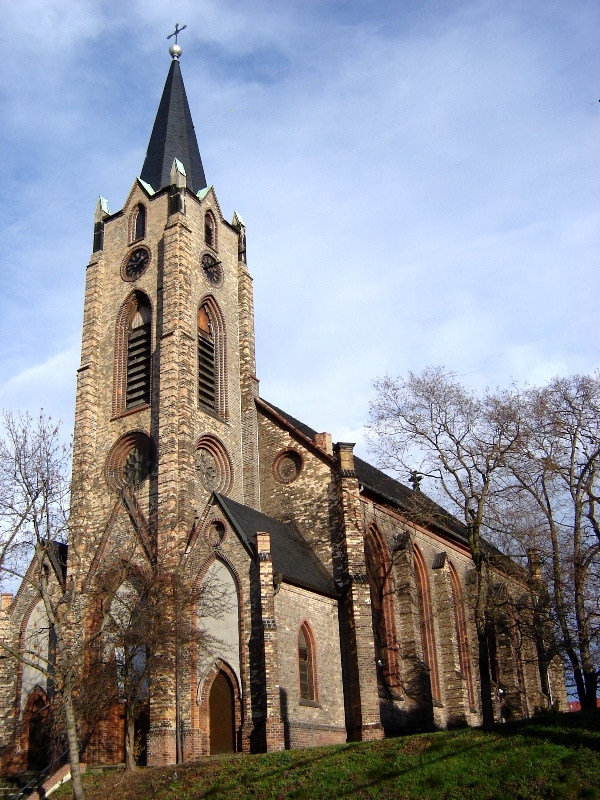
Westansicht

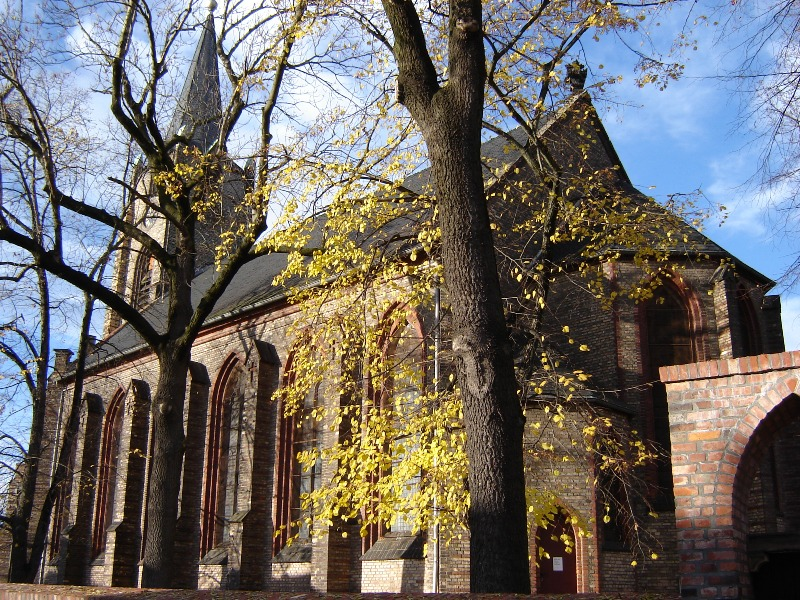
Südansicht

Die Sankt-Gertraud-Kirche ist die evangelische Kirche des seit 1910 zu Magdeburg gehörenden Stadtteils Salbke. Sie gehört zum Kirchspiel Magdeburg-Südost.

## Architektur und Geschichte
Die erste Salbker Kirche wurde am 17. März 1018 durch Bischof Thietmar von Merseburg geweiht. Die Stiftung war durch den Kleriker Berner, einem Vertrauten Kaiser Otto III., erfolgt. Der 17. März war der Gedenktag an den Vater Berners und auch der Tag der Heiligen Gertrud. Im 12. Jahrhundert erhob das Kloster Unser Lieben Frauen Anspruch auf das Patronat über die Salbker Kirche. Zunächst konnte sich das Kloster damit aufgrund der Tatsache der Laiengründung der Kirche nicht durchsetzen. Alverich von Mehringen trat dann seine Rechte jedoch freiwillig an das Kloster ab. Ein hiergegen von seinem Bruder Baderich von Jabilinze geführter Einspruch wurde auf einem Fürstentag im Jahr 1142 in Magdeburg ausgeglichen. Bei einer Brandschatzung Salbkes durch Truppen Otto IV. wurde auch die Kirche beschädigt. Auch der Schmalkaldische Krieg verursachte wiederum Schäden. Es erfolgte dann eine Erweiterung der Kirche.
Überliefert ist eine 1563 erfolgte Anweisung an die Salbker Gemeinde dem Pfarrer noch eine kleine Stube und einen Schweinestall zu bauen sowie das Dach des Pfarrhofes auszubessern.
Im Dreißigjährigen Krieg wurde die Kirche wiederum beschädigt. Da die Salbker nicht mehr in der Lage waren ihren Pfarrer zu ernähren, verließ er die Gemeinde. Der Westerhüser Pfarrer Johann Sagittarius kümmerte sich zeitweise auch um die Salbker Gemeinde. Etwas später war jedoch auch die Pfarrstelle in Westerhüsen unbesetzt. 1647 übernahm der neu in Westerhüsen eingesetzte Pfarrer Martin Friedrich Curio auch die Salbker Gemeinde. In einem Visitationsbericht von 1650 heißt es, dass die Pfarre mangels Einwohner seit 20 Jahren unbesetzt sei. Mit Andreas Dodeling erhielt die Gemeinde 1650 dann wieder einen eigenen Pfarrer. Dieser hielt, neben den Pfarrern aus Westerhüsen und Sohlen, auch den Gottesdienst in der 1636 bereits wieder neu errichteten Buckauer Kirche. Darüber hinaus besuchten die Einwohner des nördlich gelegenen Dorfes Fermersleben den Gottesdienst in Salbke. Dodeling hatte sich beim Abt des Klosters Berge um eine solche Zuordnung Fermerslebens nach Salbke statt nach Buckau bemüht. Nach dem Tode Dodelings im Jahr 1655 setzte sich sein Nachfolger Sommer dafür ein, die Fermersleber in Salbke zu halten. Allerdings bemühte sich auch der Prediger des Klosters, Johann Zimmermann, um die Zuständigkeit für Fermersleben. Die Fermersleber entschieden sich letztlich für Buckau.
Die heute noch erhaltenen Kirchenbücher Salbkes beginnen im Jahr 1696. In den Jahren von 1729 bis 1733 fand eine neuerliche Erweiterung der Kirche stand.
Von 1771 bis 1808 war der Theologe, Pädagoge und Schriftsteller Friedrich Ernst Vorberg Pfarrer an der Salbker Kirche.

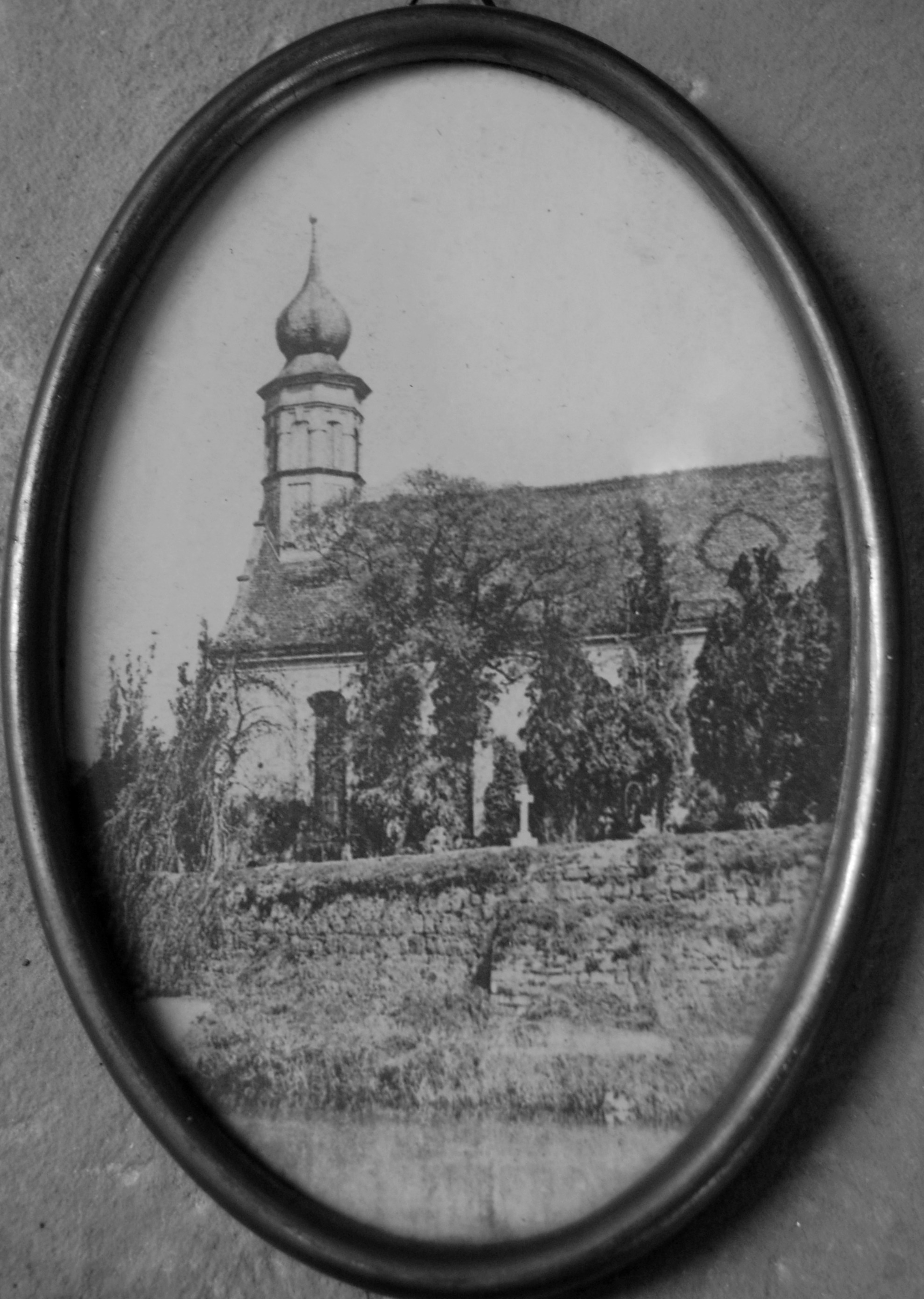
Bild des Vorgängerbaus

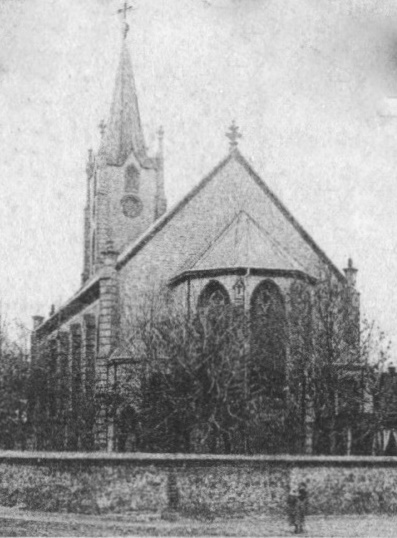
Ostseite der St.-Gertraud-Kirche, um 1900

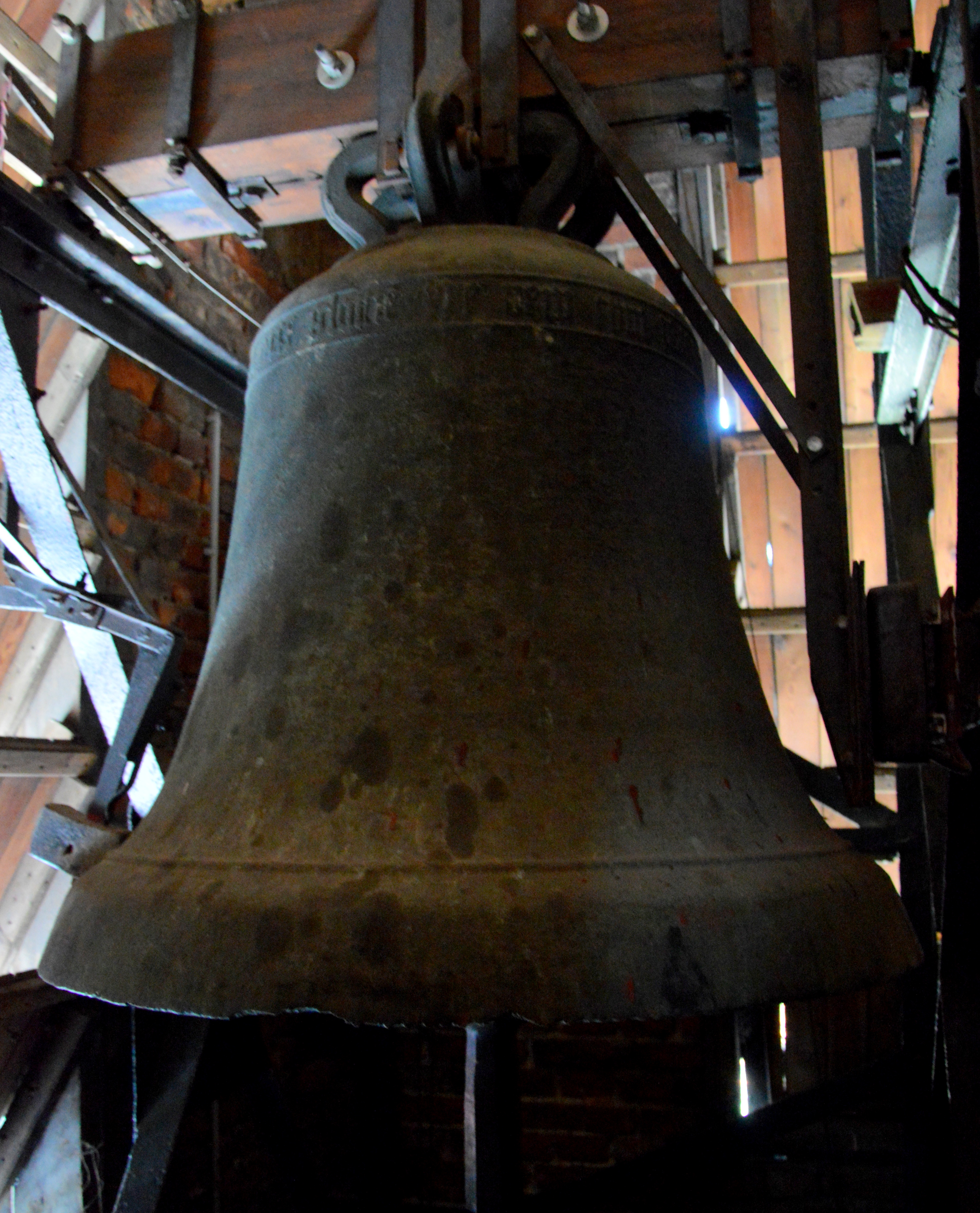
Sankt-Barbara-Glocke

Im Jahr 1826 kam es in Salbke dann erneut zu einem Großfeuer, von dem auch wieder die Kirche betroffen war. Nach einem Unfall des Pfarrers von Buckau und Fermersleben war der Salbker Pfarrer 1828/29, neben anderen Kollegen, vertretungsweise auch in der Buckauer und Fermersleber Kirche tätig.
Die heutige Kirche wurde in den Jahren 1866/67, nach anderer Angabe 1865 bzw. 1865/66 von den örtlichen Handwerksmeistern Siegismund und Hermann Schrader auf einer ummauerten Anhöhe anstelle bzw. neben der 1865 abgerissenen romanischen Kirche im neugotischen Baustil errichtet. Die Leitung oblag dem königlichen Baumeister Braun. Architektonisch lehnt sich der Bau an die Musterkirchenentwürfe Friedrich August Stülers an. Wohl in dieser Zeit wurde aus St. Gertrud dann St. Gertraud. In die Salbker Kirche waren auch die Bewohner der auf der gegenüberliegenden Elbseite befindlichen Kreuzhorst eingepfarrt. Von 1837 bis 1877 war der Pädagoge und Theologe Franz Heyne Pfarrer in Salbke. Ihm folgte von 1878 bis 1899 der Theologe Maximilian Besser nach.
Das Bauensemble besteht aus einem Backsteinsaalbau, dem im Osten eine etwas schmalere Apsis mit Nebenräumen und im Westen ein quadratischer Turm mit vier schmalen Fialtürmchen und einer spitzen Haube angefügt sind. Der Turm erhebt sich über dem Mittelportal zum Kirchenschiff. Auffällig ist die Vorhalle mit ihren drei nach Westen ausgerichteten Spitzgiebeln, für die die von Stüler geschaffene Bartholomäuskirche in Berlin vorbildgebend gewesen sein dürfte. Die Dächer der Kirche sind schiefergedeckt. Die Wände des Kirchenschiffs verfügen über flache Strebepfeiler. In den langen, fast die gesamte Höhe der Seitenwände einnehmenden Fenstern befindet sich gusseisernes Maßwerk.
Das Innere des noch klassizistischen geprägten Kirchenschiffs wird durch den offenen mit Holz ausgekleideten Dachstuhl abgeschlossen, verziert mit gotisch nachempfundenen aufgehängten Holzornamenten. An der Westwand ist eine Empore angebracht. Der Altarraum wird durch einen gemauerten spitzbogigen Triumphbogen abgetrennt und ist mit Farbglasfenstern ausgestattet. Die Glasarbeiten stellen die Geburt Jesu, die Speisung der Fünftausend, die Bergpredigt und die Kreuzigung dar und gehen auf einen Entwurf von W. Ritterbach zurück. Sie wurden von der Glasmalereianstalt Ferdinand Müller aus Quedlinburg ausgeführt und entstanden in der Zeit der 1920er oder 1930er Jahre. Die genaue Entstehungszeit ist unbekannt, auf Fotografien aus der Zeit um 1920 sind jedoch noch andere Kirchenfenster zu sehen. Sie waren während des Zweiten Weltkrieges abgebaut und sicher gelagert worden, so dass sie nach Kriegsende unversehrt wieder eingesetzt werden konnten. 2011 wurden die Fenster durch den Glasgestalter Günter Grohs überarbeitet und durch eine moderne Gestaltung ergänzt. Aus der Bauzeit der Kirche ist das Kirchengestühl erhalten. Im Ostschluss befindet sich ein Sternrippengewölbe, welches auf sogenannten Runddiensten ruht. An der Westseite des Kirchenschiffs steht eine hölzerne Hufeisenempore.
Das ebenfalls der Gotik angelehnte Orgelprospekt stammt in seinen Ursprüngen aus dem Jahre 1866, wurde aber in den 1950er Jahren vereinfacht. Ältester Teil der Kirche ist jedoch die St.-Barbara-Glocke, eine 22 Zentner schwere Bronzeglocke von 1456. Sie ist zugleich die zweitälteste Glocke Magdeburgs. Die aus Sandstein gefertigte kelchförmige Taufe entstand bereits in der Zeit um 1700. Gleichfalls in Kelchform ist eine neogotische Taufe gestaltet.

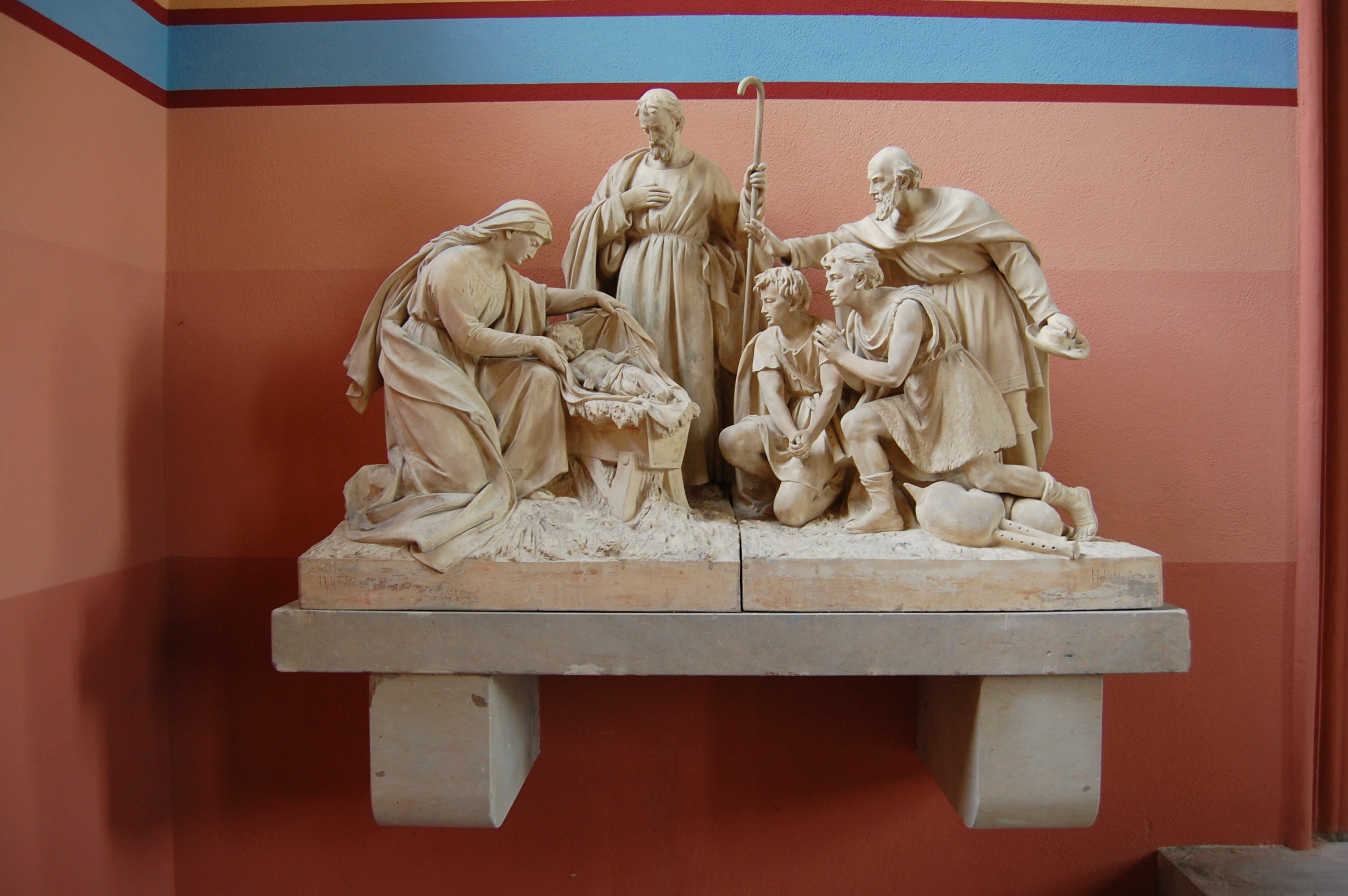
Die Anbetung der Hirten von Hersel und Pohlmann

Aus der zweiten Hälfte des 19. Jahrhunderts stammt eine von J. Hersel und Heinrich Pohlmann geschaffene, die Anbetung der Hirten darstellende steinerne Skulptur. Am 3. September 1899 wurde August Donndorf als Pfarrer eingeführt. In seiner bis 1913 dauernden Amtszeit wurde die Pfarrscheune zum Gemeindehaus umgebaut.
Der Salbker Pfarrer Martin Trinius übernahm ab Juli 1918 für den zum Kriegsdienst eingezogenen Westerhüser Pfarrer Wangemann auch die Leitung der Gemeinde St. Stephanus in Westerhüsen. Von 1926 bis 1935 war der Theologe Adolf Strewe Salbker Pfarrer. Der Innenraum der Kirche wurde in der Zeit von 1928 bis 1932 mit einer expressiven Farbigkeit neu ausgestaltet.
Anfang Mai 1931 fand in der Kirche der Trauergottesdienst für die Opfer der Explosionskatastrophe bei Fahlberg-List vom 28. April 1931 statt. Pfarrer Strewe hielt den Trauergottesdienst. Auch die Pfarrer der benachbarten Gemeinden Westerhüsen und Fermersleben, wohl Albert Hosenthien und Otto Siebert, sprachen der Gemeinde ihr Beileid aus. Ein anderer bekannter Pfarrer in Salbke war der von 1964 bis 1974 amtierende spätere Konsistorialpräsident Martin Kramer.
1956 fand eine Renovierung der Kirche statt. Die Wände wurden nun wieder weiß gestrichen. 1992 folgte eine Sanierung der Fassade und des Dachs des Turms. 1995 gründete man gemeinsam mit der Martin-Gallus-Gemeinde Fermersleben, der Sankt-Stephanus-Gemeinde Westerhüsen und der Sankt-Gertrauden-Gemeinde Buckau einen Gemeindeverbund, dessen Verwaltungssitz in Buckau eingerichtet wurde. Der bis dahin in Salbke tätige Pfarrer Wolter wurde als Seelsorger für alle vier Gemeinden bestimmt. Am 1. Januar 1999 bildete man aus den vier Gemeinden ein Kirchspiel. Die Vorüberlegungen dazu bestanden seit 1996. Die vier Gemeinden hatten 2003 1.047, 2008 1.274 und 2010 1.254 Mitglieder. Dies entspricht einem Anteil an der Bevölkerung der vier Stadtteile von etwa 8,3 %.

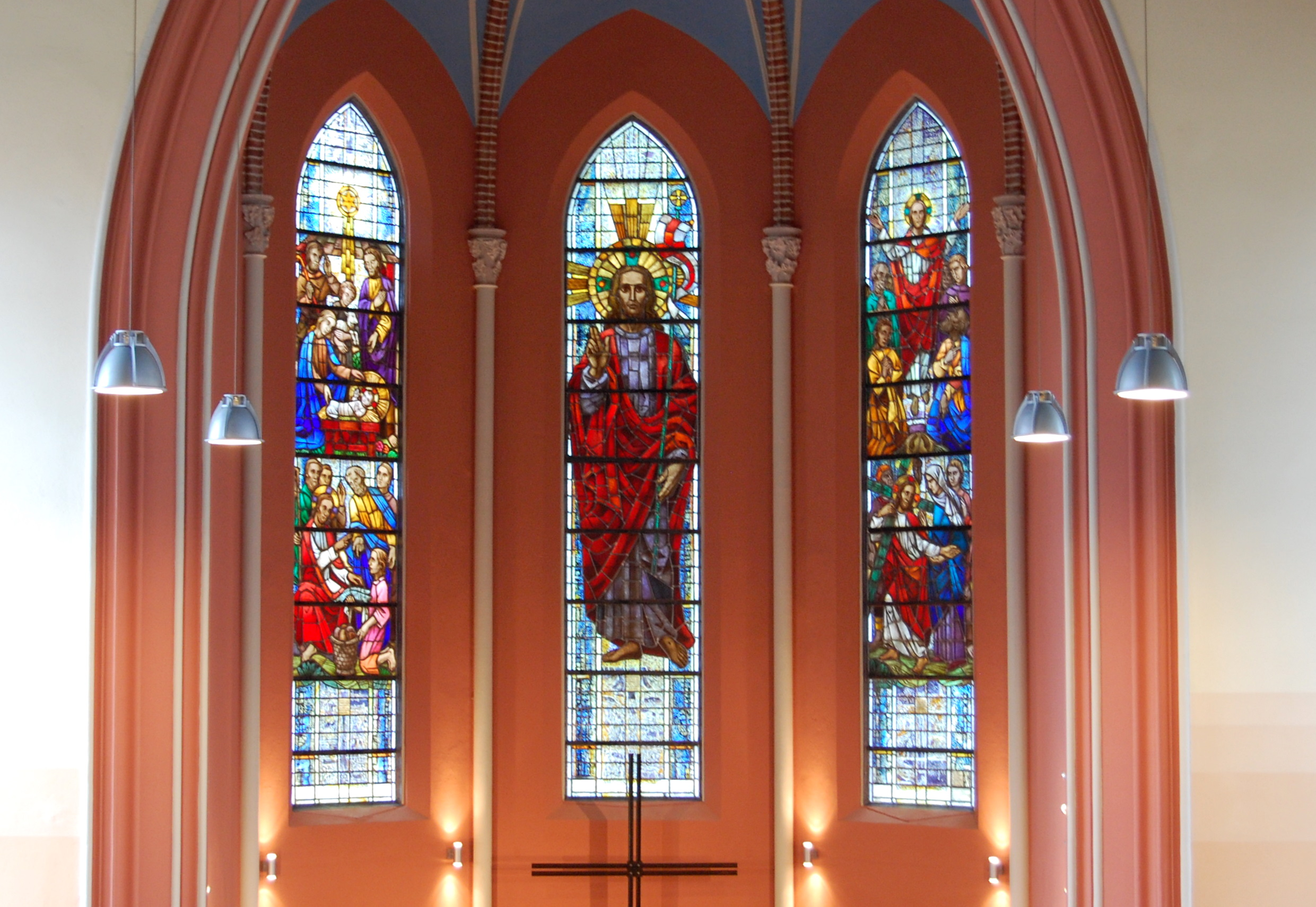
Neugestaltete Kirchenfenster im Jahr 2011

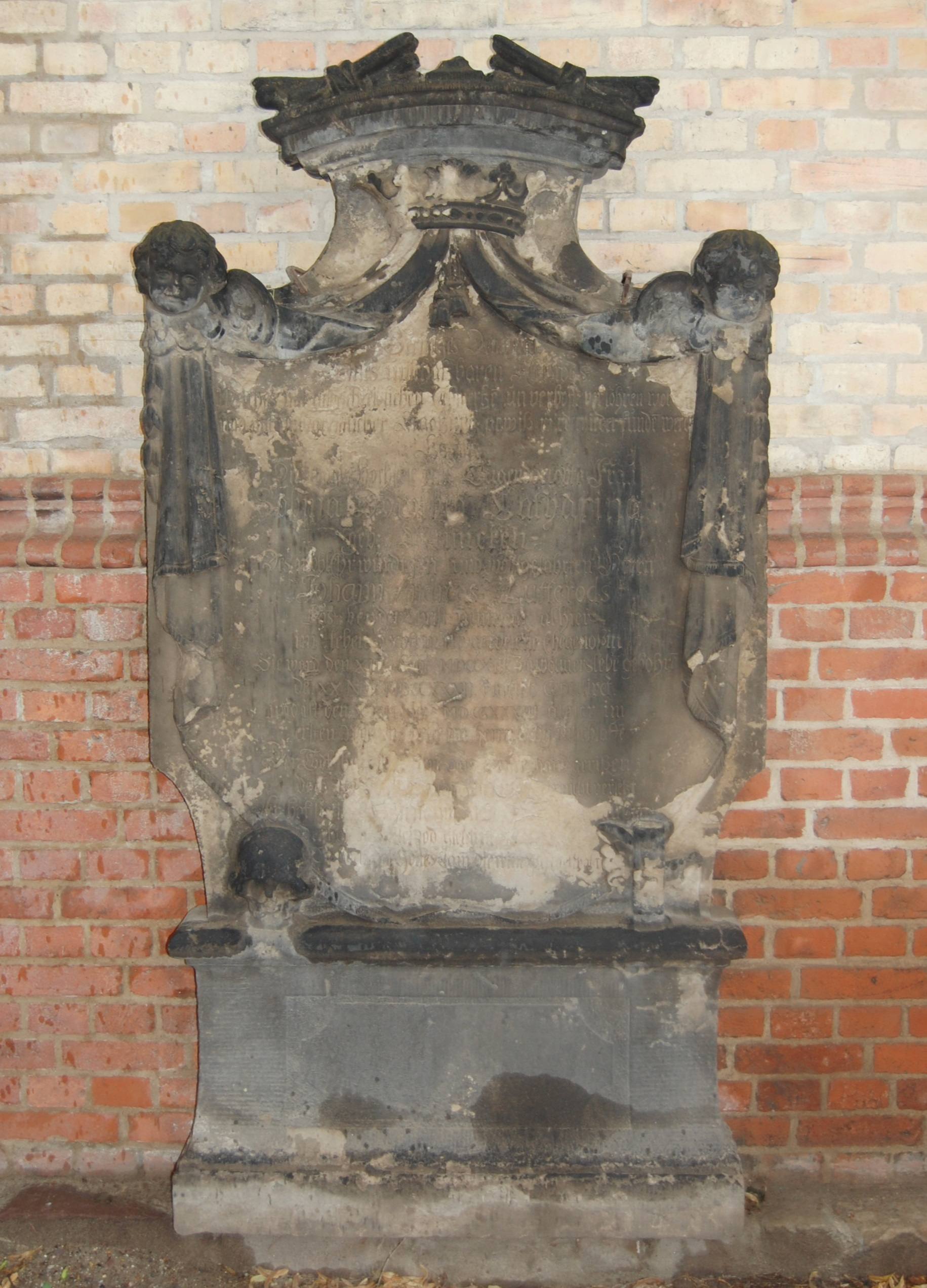
Barocker Grabstein für Sabine Dorothea Catharina Lutterod, 1733

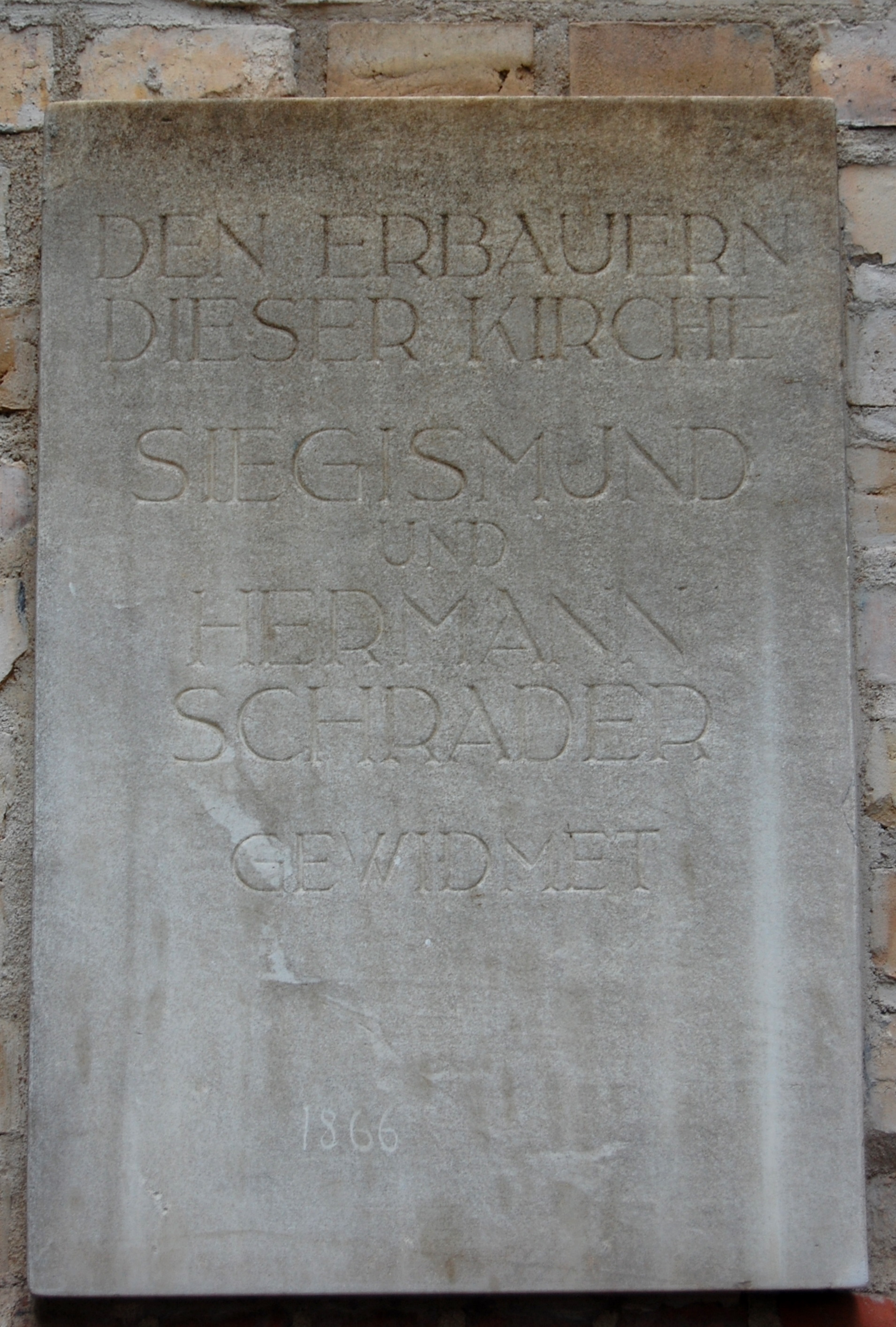
Gedenkstein für die Baumeister Siegismund und Hermann Schrader

Anfang des 21. Jahrhunderts stellten sich gravierende Bauschäden, insbesondere am Dach des Kirchenschiffs ein. Von 2008 bis 2011 erfolgte unter Leitung der Architekten Ribbert Saalmann eine Sanierung der Kirche. In diesem Zusammenhang fand auch der Einbau der von Glasgestalter Günter Grohs überarbeiteten Glasfenster im Chor statt. Zuvor hatte es eine intensive öffentliche Diskussion darüber gegeben, ob die vorhandenen Glasfenster durch völlig neue ersetzt oder nur eine Überarbeitung und Ergänzung erfolgen sollte. Die Gemeinde entschied sich für letztere Variante. Im Zuge der Sanierung kehrte man auch wieder zur farbigen Ausgestaltung der 1920er/1930er Jahre zurück, deren ursprüngliche Gestaltung man an Baubefunden nachvollziehen konnte.
Die Wiedereröffnung der Kirche sowie des zeitgleich eingerichteten Lapidariums fand am 3. Juli 2011 mit einem Festgottesdienst statt. Zugleich fand die Orgelweihe statt. Es schloss sich ein Kirchencafé mit von Pfarrer Simon geleitetem Podiumsgespräch statt, an dem der Architekt, die für das Lapidarium verantwortliche Kunsthistorikern sowie Vertreter des Kirchenkreises und der Evangelischen Kirche in Mitteldeutschland teilnahmen. Es folgte dann ein Orgelkonzert mit Barry Jordan.
Am 16. März 2014 wurde Pfarrer Matthias Simon mit einem festlichen Gottesdienst in der voll besetzten Sankt-Gertraud-Kirche verabschiedet. Simons Amtszeit endete zum 31. März 2014. Er ging an die Haldensleber Sankt-Marien-Kirche. Seine Nachfolgerin wurde Gesine Rabenstein, die erste Pfarrerin der Gemeinde.

## Lapidarium
Im Umfeld der Kirche befanden sich bereits ursprünglich diverse historische Grabsteine, darunter ein an der Ostseite der Kirche erhalten gebliebener barocker Inschriftengrabstein aus dem Jahr 1733 für die im Alter von 20 Jahren verstorbene Sabine Dorothea Catharina Lutterod. Sie war die Ehefrau des seit 1732 an der Kirche tätigen Pfarrer Johann Andreas Lutterod. An der Außenwand der Kirche erinnert ein aus dem Jahr 1936 stammender Gedenkstein an die Baumeister der heutigen Kirche Siegismund und Hermann Schrader.
Von 2008 bis 2011 erfolgte jedoch darüber hinaus der Aufbau des Lapidarium St. Gertrauds, so dass sich in der Kirche und in ihrem Umfeld viele historische Grabsteine, steinerne Denkmäler und Bauteile unterschiedlichster Herkunft befinden. Die Einweihung des Lapidariums erfolgte am 3. Juli 2011 in Anwesenheit des Magdeburger Oberbürgermeister Lutz Trümper. Eine endgültige Fertigstellung war für September 2011 vorgesehen.

## Pfarrhof
Etwas südlich der Kirche befindet sich der gleichfalls unter Denkmalschutz stehende Pfarrhof (Greifenhagener Straße Nr. 3) mit einem vollständigen Gebäudeensemble aus Pfarrhaus, Gemeindesaal und Wirtschaftsgebäuden aus der Zeit Ende des 18./Anfang des 19. Jahrhunderts. Das schlichte klassizistische zweigeschossige Pfarrhaus ist von einem Walmdach bedeckt. Zum Teil erfolgte der Bau unter Verwendung von Bruchsteinen. Die ehemalige Pfarrscheune wurde zum Gemeindesaal im neogotischen Stil umgebaut, ruht auf einem Bruchsteinsockel und verfügt über spitzbogige Fenster. Andere Gebäude weisen Fenster mit Segmentbögen oder Rundbögen auf. Im Innenhof des Pfarrhofes befindet sich der historische Taubenturm Salbke.

## Pfarrer
Pfarrer an der Salbker Kirche waren:
- Conrad Frankeberrh
- 1562–1576 Andreas Wiltmann (1538–?)
- 1576–1583 Johann Stephanus
- ab 1604 Caspar Seidel
- 1616–1619 Johann Lindholz
- ab 1626[11] Johann Sagittarius, nach anderen Angaben von 1621 bis 1637[16]
- 1647–1650 Martin Friedrich Curio, Pfarrer der Westerhüser Sankt-Stephanus-Kirche, vertretungsweise
- 1650–1655 Andreas Dodeling
- 1655–1657 M. Johann Christoph Sommer, andere Angaben nennen als Namen Christian Sommer[17]
- 1657–1696 Johann Söchting
- 1696–1700 Johann Breutiger, auch Breitiger oder Breytiger
- 1700–1701 Joachim Christoph Budeus (1675–1701), auch Budaeus
- 1701–1732[18] Johann Friedrich Jaegar (1676–1732)
- 1732–1771 Johann Andreas Lutterodt (1699–1771)
- 1771–1808 Friedrich Ernst Vorberg (1733 bis 1808)
- 1809–1837 Johann Andreas Christoph Wahrenberg (1766–1837), Das Grab befand sich in der Nähe der Sakristei.
- 1838–1878 Franz Heyne (1812–1886)
- 1878–1899 Max Besser (1844–1900)
- 1899–1912 August Rudolf Friedrich Donndorf (1854–?)
- 1913–1925 Bernhard Martin Trinius (1864–1925)
- 1926–1935 Adolf Strewe (1891–1963)
- 1936–1950 Oskar Wilhelm Graichen (1889–?)
- 1950–1963 Hans Treichel
- 1964–1974[19] Martin Kramer (1933–2022)
- 1974–1987 Günter Walter Hans Lemke
- 1988–2002 Thomas Wolter
- 2003–2014 Matthias Simon
- 2014 bis 2020, Gesine Rabenstein[20]
- 2020 bis 2021, Giselher Quast (Vakanzvertretung)
- seit 2021, Thoralf Thiele[21]